# Mouilleron-en-Pareds
Mouilleron-en-Pareds là một xã ở tỉnh Vendée trong vùng Pays de la Loire, Pháp. Xã này có diện tích 19,97 km², dân số năm 2006 là 1232 người. Xã này nằm ở khu vực có độ cao trung bình 100 mét trên mực nước biển.
Elle est située assez près de La Châtaigneraie.

## Biến động dân số
| Năm | 1962  | 1968  | 1975  | 1982  | 1990  | 1999  | 2006  |
| --- | ----- | ----- | ----- | ----- | ----- | ----- | ----- |
| Dân số | 1 182 | 1 244 | 1 191 | 1 127 | 1 184 | 1 177 | 1 232 |
| From the year 1962 on: No double counting—residents of multiple communes (e.g. students and military personnel) are counted only once. |       |       |       |       |       |       |       |